# Багиров, Ялчын (футболист)
Ялчын Багиров (азерб. Yalçın Bağırov; 9 марта 1971) — азербайджанский футболист, нападающий.

## Биография
О выступлениях до 25-летнего возраста сведений нет[уточнить].
В 1996 году дебютировал в высшем дивизионе Азербайджана за клуб «Фарид» (Баку), это был единственный сезон клуба в высшем дивизионе. После расформирования «Фарида» провёл полсезона в бакинском «Динамо», а затем переёшл в «Карабах» (Агдам), где стал одним из лидеров нападения. В весенней части сезона 1997/98 забил 10 голов в 10 матчах, стал лучшим бомбардиром своего клуба и шестым в общем зачёте. В сезоне 1998/99 забил 16 голов, заняв пятое место в споре бомбардиров чемпионата и снова слал лучшим снайпером клуба. В сезоне 1999/00 снова стал лучшим бомбардиром «Карабаха» (7 голов). В составе агдамского клуба дважды был финалистом Кубка Азербайджана (1997/98, 1999/00), принимал участие в матчах Кубка обладателей кубков. В сезоне 2000/01 снова играл за бакинское «Динамо», а в сезоне 2003/04 забил 11 голов в 12 матчах за «Бакылы», стал лучшим бомбардиром клуба и шестым среди всех игроков лиги.
Всего в высшей лиге Азербайджана забил 50 голов.
В конце карьеры играл на любительском уровне в Швеции.